# Мавзолей Жорамола
Мавзолей Жорамола (в списке памятников истории и культуры местного значения Туркестанской области указан как «Безымянный мавзолей») — памятник истории и архитектуры конца XIX века. Расположен в Туркестанской области Казахстана, в 5 км к юго-западу от города Сарыагаш.

## Архитектура
Мавзолей построен из жжёного кирпича. Тип сооружения портально-купольный. На куполе и в портальной нише сохранились остатки штукатурки. Объёмную композицию здания формируют четверик, цилиндрический барабан со сфероконическим куполом и стройный портал, слегка выступающий на главном фасаде. В неглубокой стрельчатой нише портала вход, над ним — прямоугольная плита с эпиграфикой. Фасады гладкие, без декора. В интерьере по осям квадратного помещения расположены арочные ниши.